# Purkersdorf
Purkersdorf è un comune austriaco nel distretto di Sankt Pölten-Land, in Bassa Austria; ha lo status di città (Stadtgemeinde). Tra il 1938 e il 1954 era accorpato alla città di Vienna.

## Monumenti e luoghi d'interesse
- Castello di Purkersdorf